# Grottes de Han
Pour les articles homonymes, voir Han.
Les grottes de Han consistent en un ensemble de grottes situées en Wallonie à Han-sur-Lesse, section de la commune belge de Rochefort, en relation avec la rivière Lesse en Famenne, dans la région géologique appelée Calestienne.

## Description
C'est la Lesse, un affluent de la Meuse, qui est à l'origine de ces grottes, par érosion d'une partie de la colline calcaire. La rivière disparaît sous le sol sur une distance d'environ 1 100 mètres à vol d'oiseau, dans le gouffre de Belvaux ; l'eau met 2 à 28 heures pour parcourir cette distance, en fonction du débit de la rivière.
Avec 14 248 mètres de galeries découvertes à ce jour (« grotte du Père Noël » et « trou des Crevés » compris), le réseau souterrain des grottes de Han est le plus long de Belgique.
Dans la grotte, la température est plutôt basse tout au long de l'année (environ 10,5 °C) et on y observe aussi un degré d'humidité élevé.
Le grand public peut accéder aux grottes après avoir acheté un ticket à l’accueil de la S.A. des Grottes de Han-sur-Lesse et de Rochefort. Un parcours d'environ 2 kilomètres a été aménagé et peut être effectué à pied (durée : environ 1 heure 45) sous l'égide d'un guide qui le commente. Un spectacle audiovisuel fait découvrir les salles et les galeries non accessibles aux visiteurs et réservées aux spéléologues. Le site reçoit annuellement un demi-million de visiteurs.
Il y a 508 marches ascendantes ou descendantes et la grotte possède diverses salles, comme les « Mystérieuses », la « salle d'Armes » et la « salle du Dôme ». À la fin de la visite, les visiteurs quittaient la grotte dans une embarcation : la sortie de la grotte s'effectuait par la résurgence de la Lesse souterraine dont la perte se situe au gouffre de Belvaux. Depuis avril 2009, la partie du parcours sur l'eau qui s'effectuait à bord d'une barque a été remplacée par un passage au moyen de passerelles, principalement pour des raisons budgétaires et de sécurité : les embarcations nécessitaient une coûteuse remise en état pour satisfaire aux normes actuelles de sécurité ; les passerelles permettent également un accès plus aisé aux personnes à mobilité réduite et des visites toute l'année, quel que soit le niveau d'eau.

## Accès en transports en commun
Le bus TEC n° 29 Jemelle - Wellin - Grupont relie presque toutes les heures la gare de Rochefort-Jemelle au centre de Han-sur-Lesse, en correspondance avec le train de Bruxelles, y compris les samedis, dimanches et jours fériés ; ensuite, le tramway des grottes de Han (ligne touristique) relie l'arrêt Han-sur-Lesse Église à l'entrée des grottes.

## Galerie

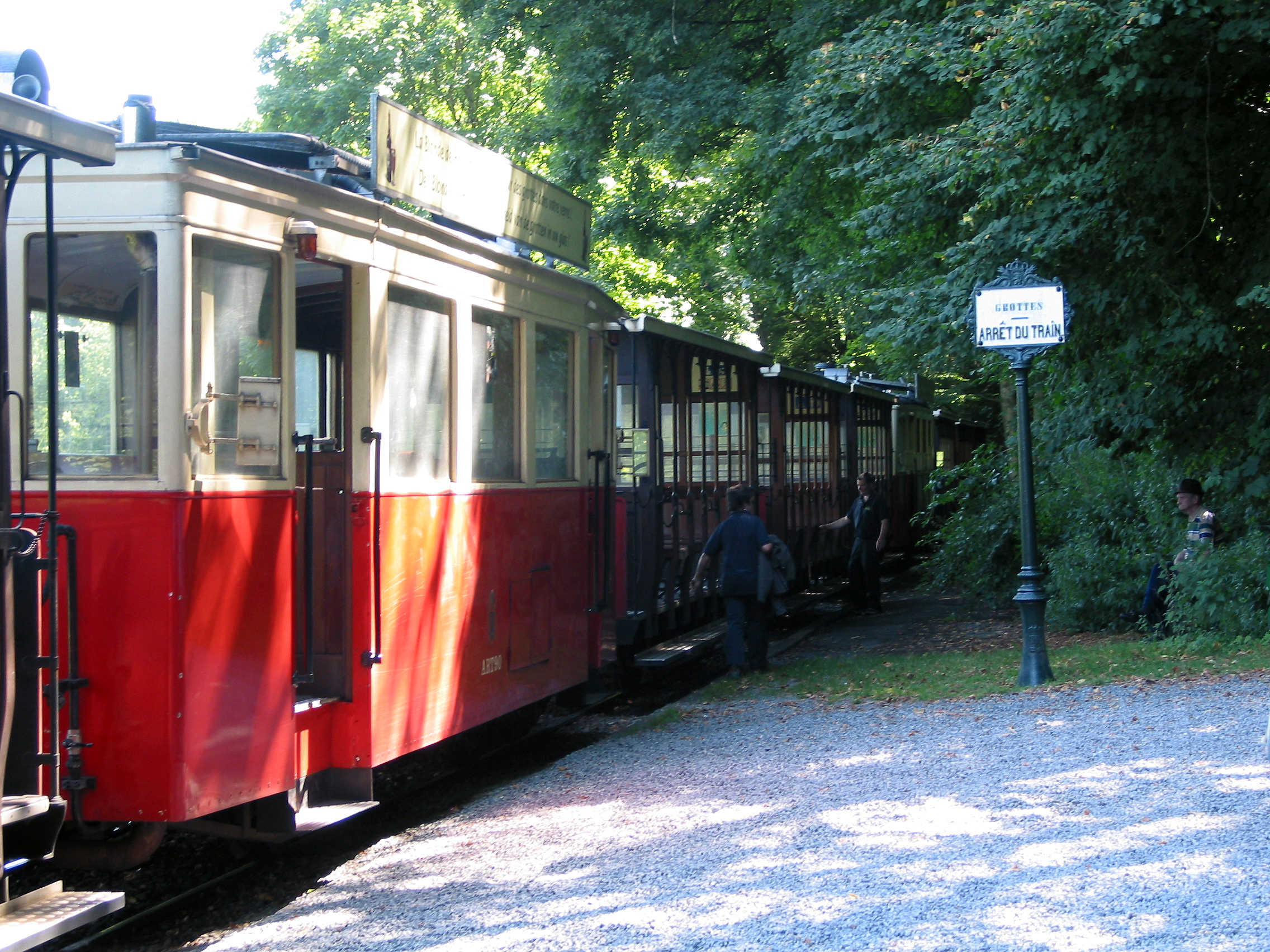
L'arrêt du tram.
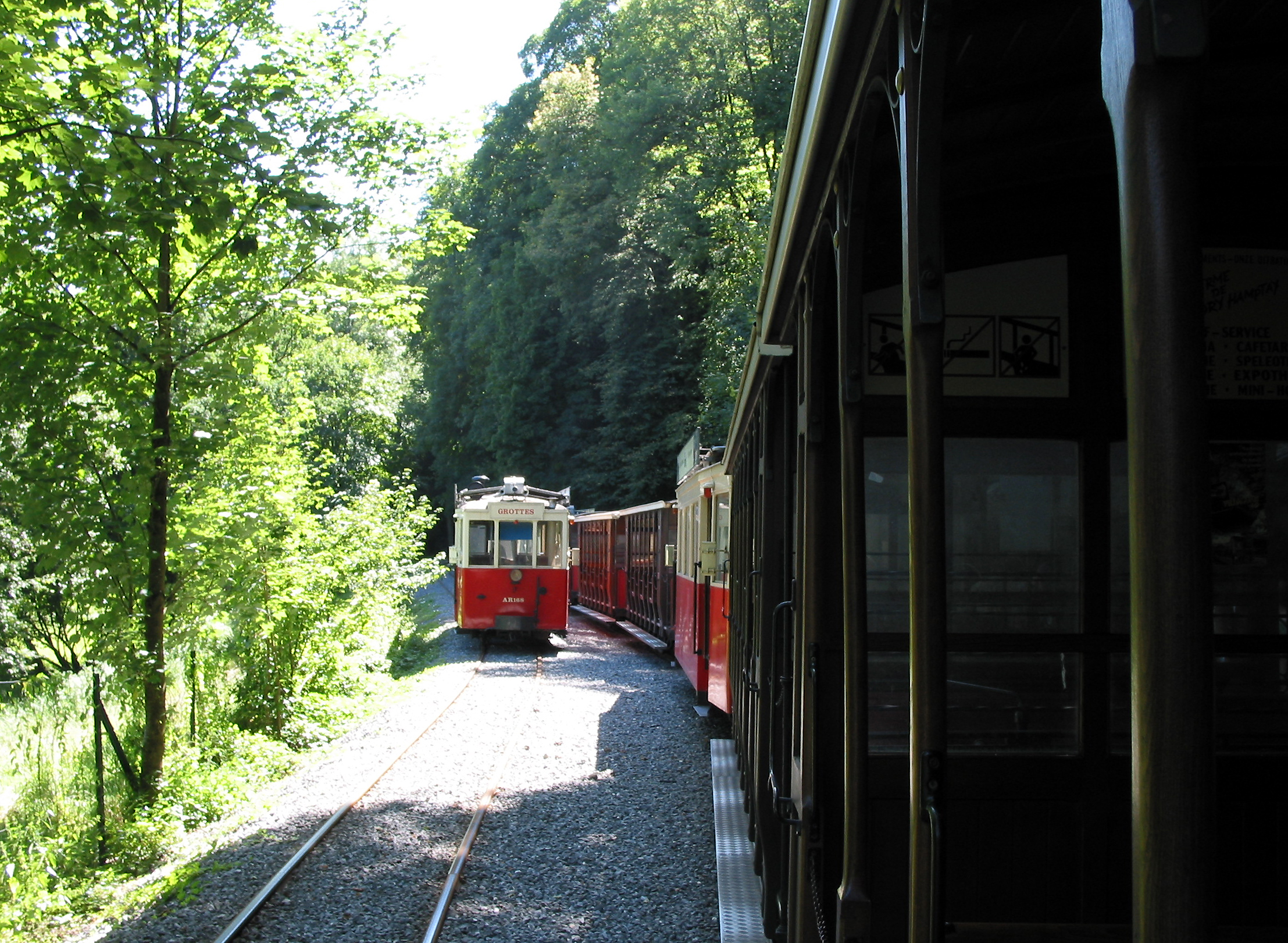
Le tram.
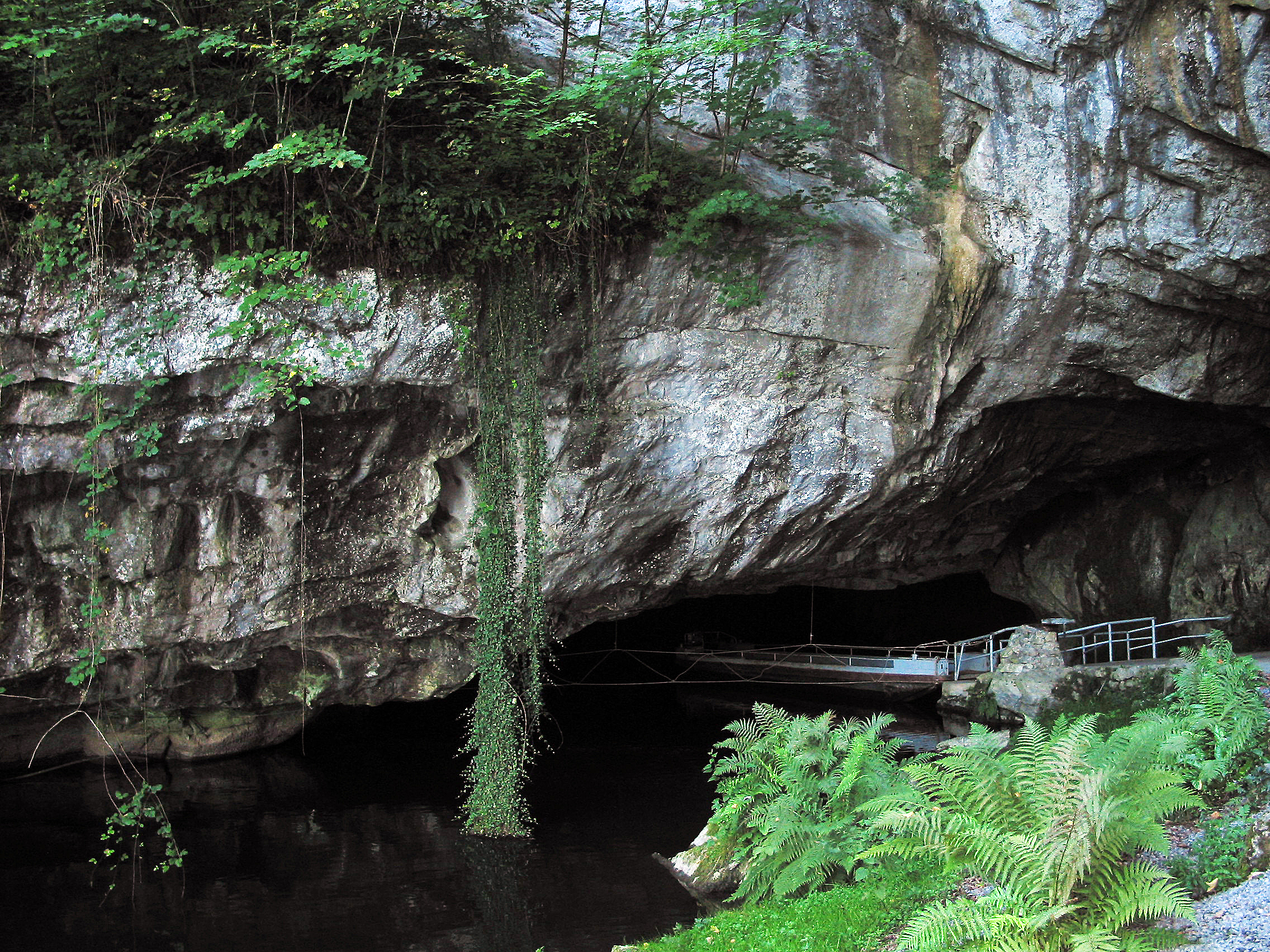
Exsurgence de la Lesse.
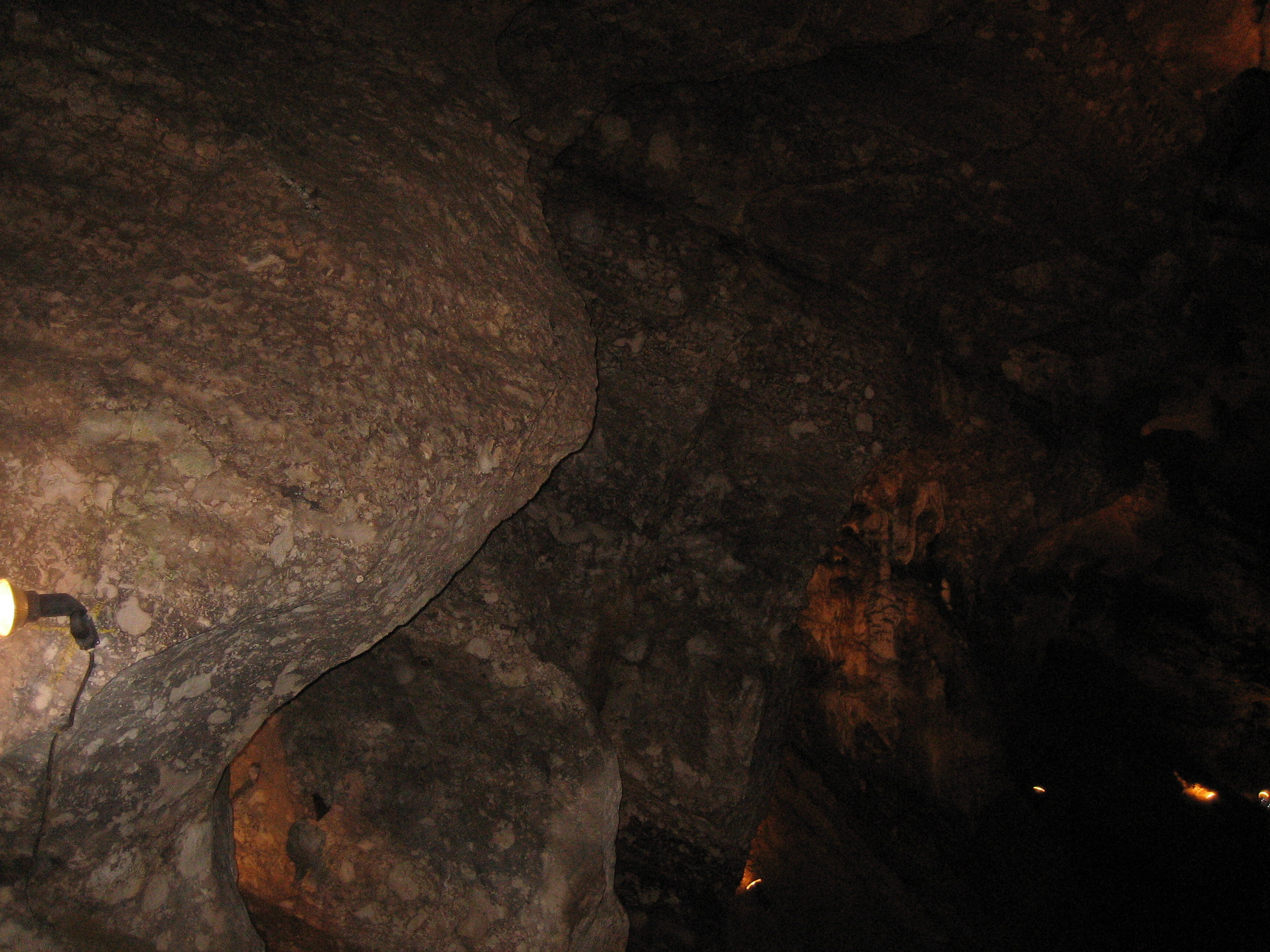
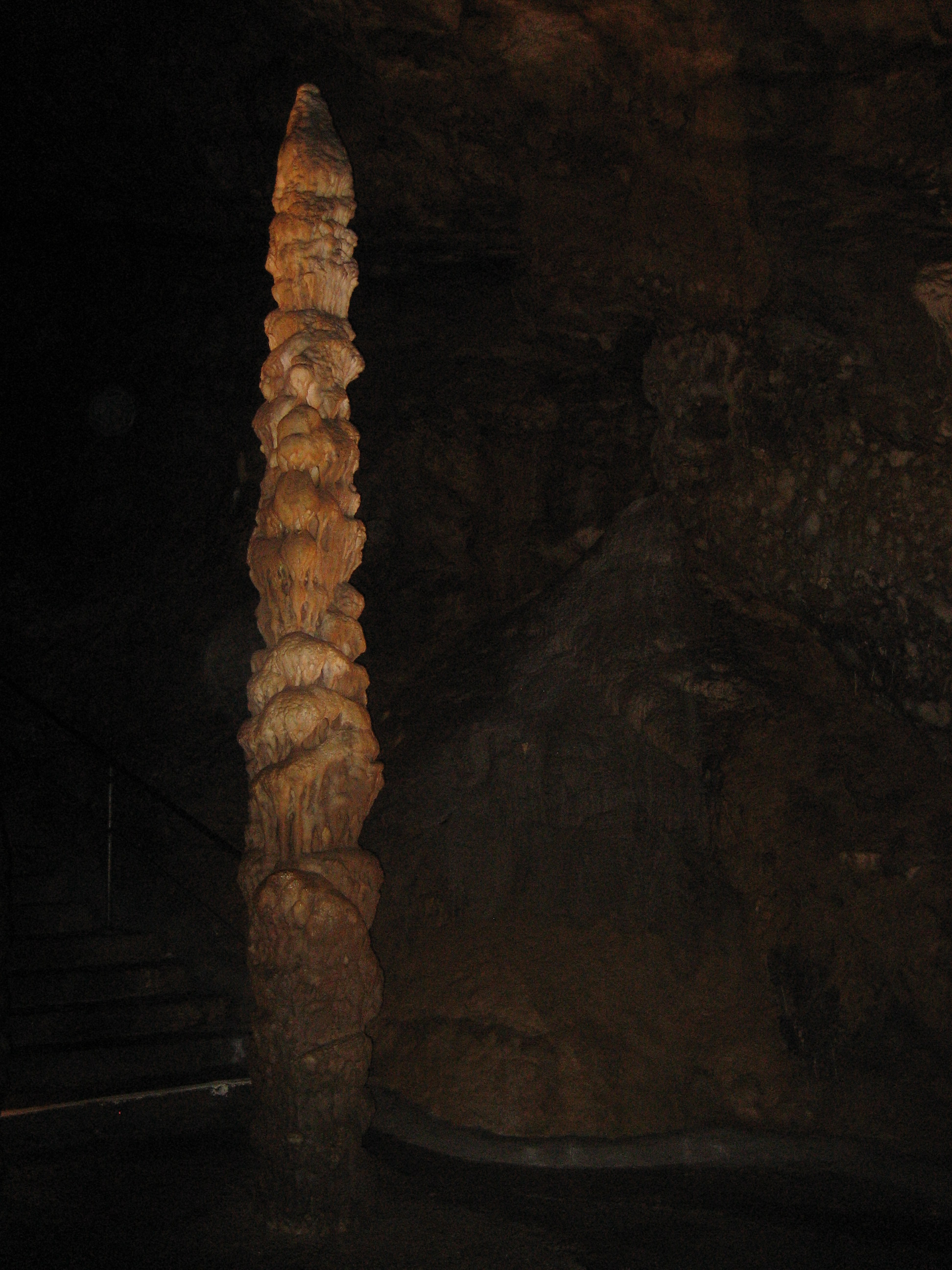
Le Minaret.
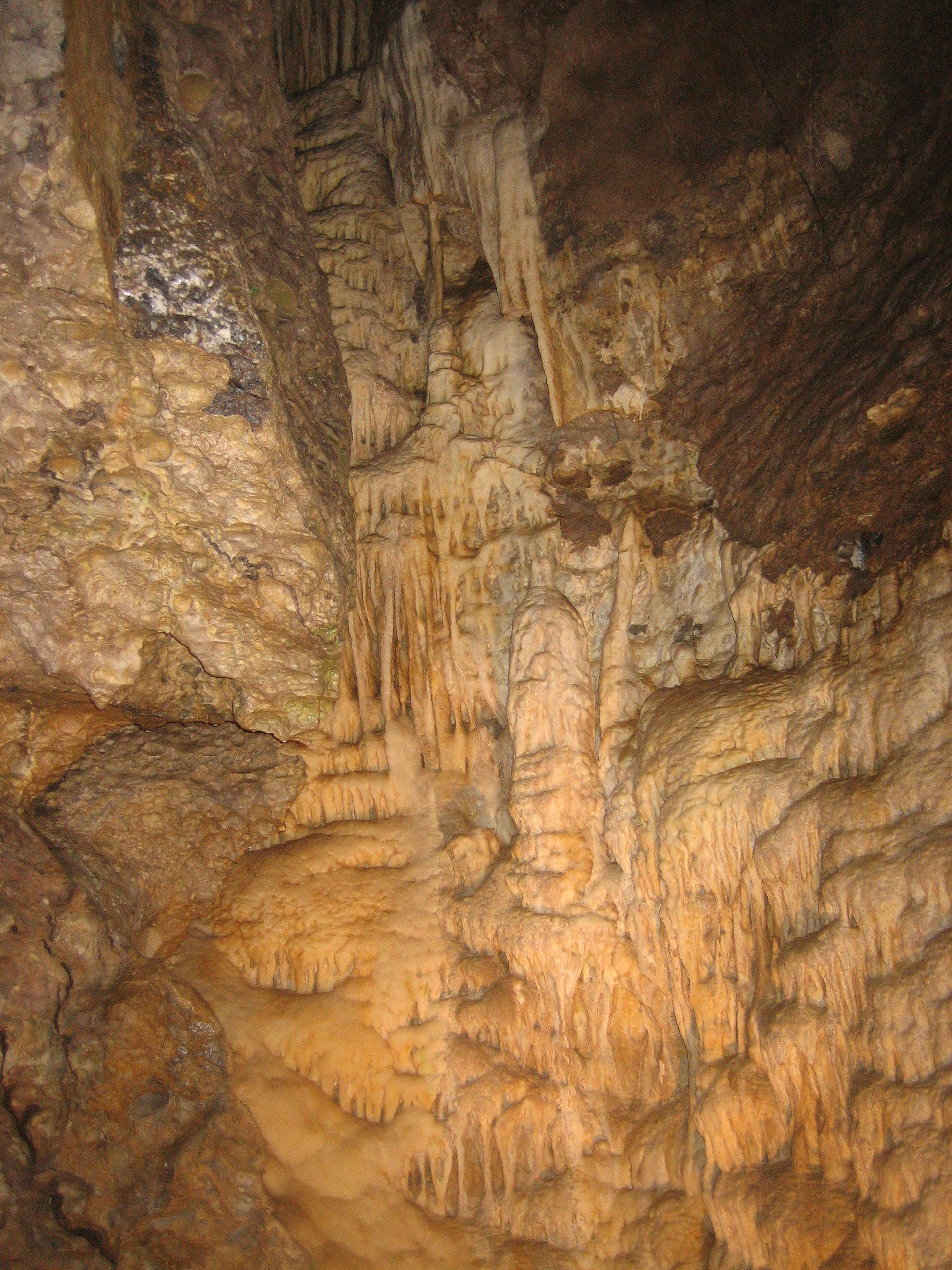
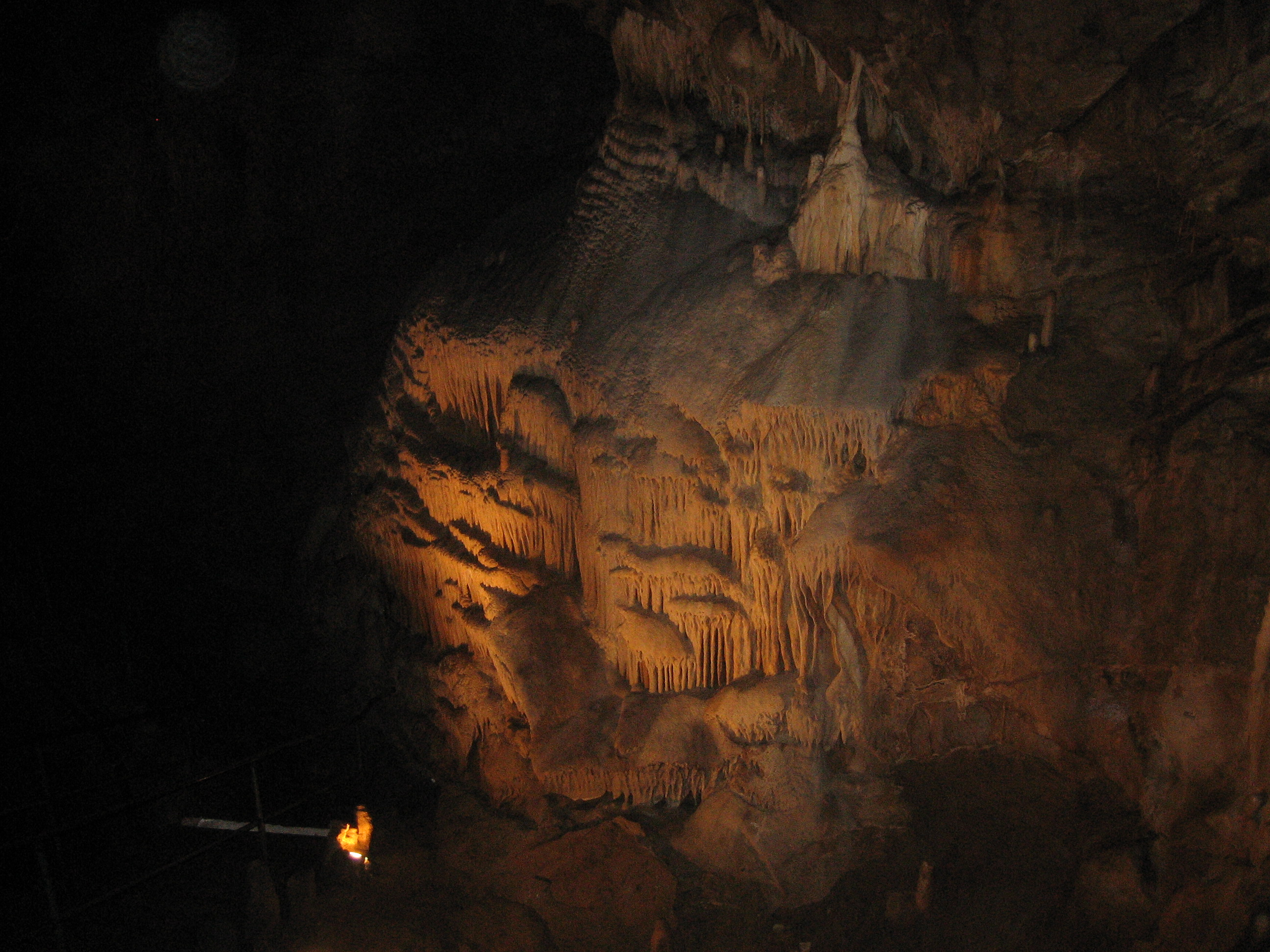
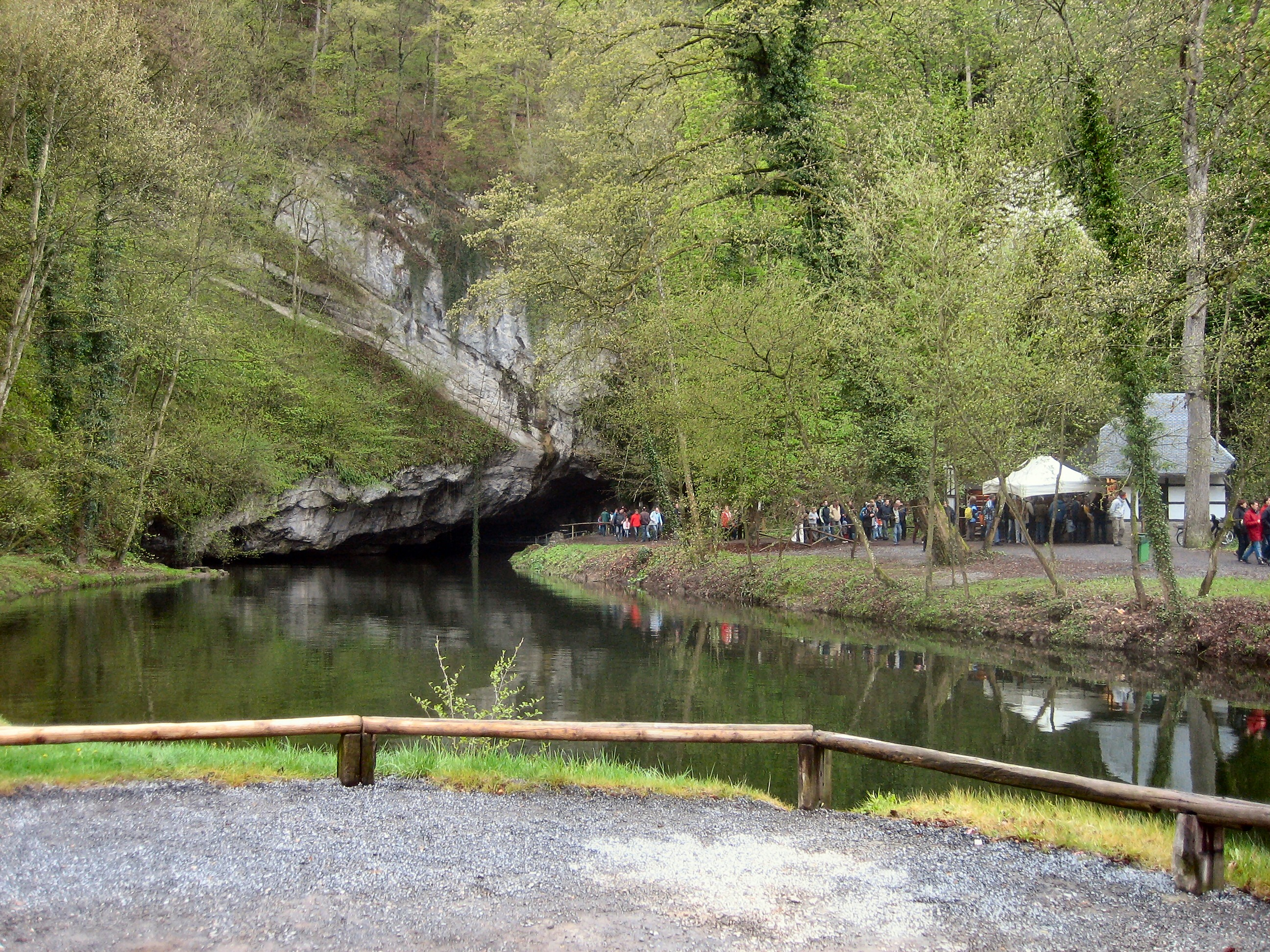
La sortie des grottes.
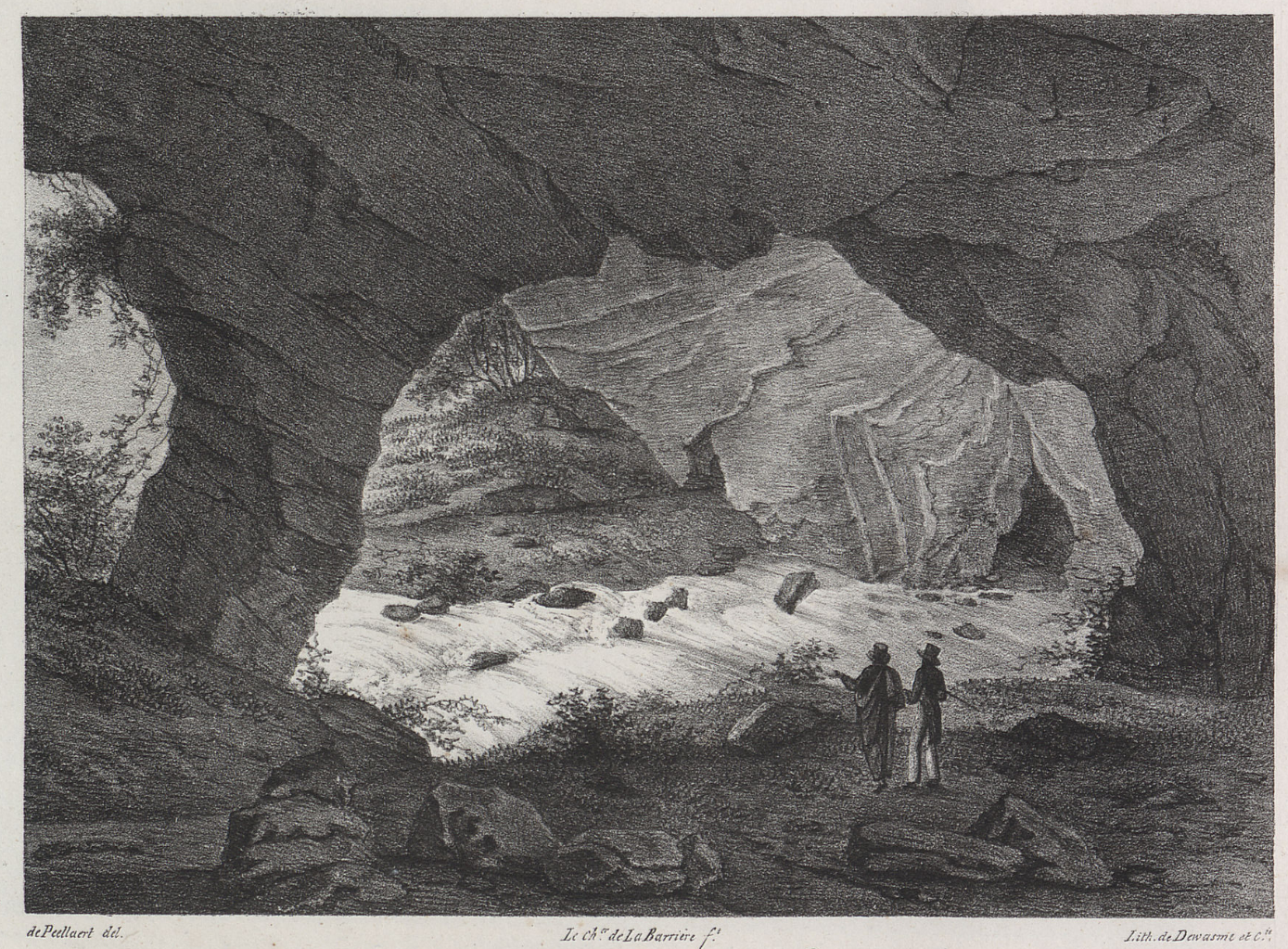
Les grottes d'après une lithographie de Prosper de la Barrière (1823).

## Cinéma
- La huitième merveille (1949) de Claude Misonne